# Derecho propio
El Derecho propio (del latín ius proprium) es un término que hace referencia a un Derecho de aplicación particular o especial, en oposición a uno que se aplica a la generalidad de los casos (Derecho común).
Dicha especialidad o particularidad puede referirse al ámbito territorial (por ejemplo, los Derechos locales y el foral), a ciertos actos jurídicos determinados (por ejemplo, Derecho mercantil) o a las personas a las que se aplica (por ejemplo, la aplicación a ciertas comunidades como la hebrea o árabe de un Derecho religioso propio).
Al igual que el término ius commune, la expresión ius proprium fue utilizada en forma instrumental en las obras de algunos juristas romanos, como Gayo. Sin embargo, sólo durante la Edad Media se desarrolló realmente el concepto.